# بحران (فیلم ۱۳۶۶)
بحران نام فیلمی به کارگردانی و نویسندگی علی‌اصغر شادروان است. این فیلم محصول کشور ایران و تولید سال ۱۳۶۶ می باشد.
قسمت زیادی از این فیلم در کاخ شمس در مهرشهر کرج فیلمبرداری شده است.